# Мотовилівська сільська рада (Любарський район)
Мотовилівська сільська рада — колишня адміністративно-територіальна одиниця та орган місцевого самоврядування у Любарському і Дзержинському районах Житомирської і Бердичівської округ, Вінницької й Житомирської областей Української РСР та України з адміністративним центром у с. Мотовилівка.

## Населені пункти
Сільській раді були підпорядковані населені пункти:
- с. Мотовилівка
- с. Семенівка

## Населення
Кількість населення ради, станом на 1923 рік, становила 2 811 осіб, кількість дворів — 562.
Відповідно до перепису населення СРСР, станом на 17 грудня 1926 року, чисельність населення ради становила 2 036 осіб, з них, за статтю: чоловіків — 951, жінок — 1 085, етнічний склад: українців — 1 850, євреїв — 12, поляків — 174. Кількість господарств — 429, з них несільського типу — 4.
Відповідно до результатів перепису населення СРСР, кількість населення ради, станом на 12 січня 1989 року, становила 1 408 осіб.
Станом на 5 грудня 2001 року, відповідно до перепису населення України, кількість мешканців сільської ради становила 1 212 осіб.

## Склад ради
Рада складалася з 16 депутатів та голови.

### Керівний склад сільської ради
| ПІБ                            | Основні відомості                                                                       | Дата обрання | Дата звільнення |
| ------------------------------ | --------------------------------------------------------------------------------------- | ------------ | --------------- |
| Шастун Іван Васильович         | Сільський голова, 1960 року народження, освіта                                          | 26.03.2006   | 31.10.2010      |
| Шастун Іван Васильович         | Сільський голова, 1960 року народження, освіта вища, безпартійний                       | 31.10.2010   | 14.12.2012      |
| Лемберський Костянтин Іванович | Сільський голова, 1951 року народження, освіта середня спеціальна, член Партії регіонів | 02.06.2013   |                 |

Примітка: таблиця складена за даними джерела

## Історія
Створена 1923 року в складі сіл Мотовилівка та Семенівка Мотовилівської волості Полонського повіту Волинської губернії. 26 червня 1926 року, відповідно до рішення Бердичівської ОАТК (протокол № 3/6), в с. Семенівка утворено окрему Семенівську сільську раду Любарського району.
Станом на 1 вересня 1946 року сільська рада входила до складу Любарського району Житомирської області, на обліку в раді перебувало с. Мотовилівка.
11 серпня 1954 року, відповідно до указу Президії Верховної ради Української РСР «Про укрупнення сільських рад по Житомирській області», підпорядковано с. Семенівка ліквідованої Семенівської сільської ради Любарського району.
На 1 січня 1972 року сільська рада входила до складу Любарського району Житомирської області, на обліку в раді перебували села Мотовилівка та Семенівка.
Ліквідована 20 листопада 2017 року через об'єднання до складу Любарської селищної територіальної громади Любарського району Житомирської області.
Входила до складу Любарського (7.03.1923 р., 4.01.1965 р.) та Дзержинського (30.12.1962 р.) районів.